# Pfeifreiher
Der Pfeifreiher (Syrigma sibilatrix) ist eine Vogelart aus der Familie der Reiher und einzige Art der Gattung Syrigma.

## Merkmale
Der Pfeifreiher ist ein eher zierlicher Reiher mit einer Körperlänge von etwa 50 bis 60 cm und einem Gewicht von etwa 550 g. Sein Gefieder ist überwiegend hellgrau gefärbt, an Hals und Brust jedoch beige bis goldbraun und am unteren Rücken blaugrau. Zudem weist er eine schiefergraue Augenregion und ebenso gefärbte lange Schopffedern auf. Die Flügeldecken sind zimtbraun. Sein Schnabel ist rötlich mit einem blauen Ansatz. Auch die unbefiederte Wachshaut um seine Augen ist blau gefärbt. Die für einen Reiher eher kurzen Beine sind grau gefärbt. Die Geschlechter sind äußerlich kaum zu unterscheiden und auch die Heranwachsenden ähneln den Altvögeln, sind jedoch etwas dumpfer gefärbt.

## Unterarten und Verbreitung

Das Verbreitungsgebiet des Pfeifreihers

Es gibt zwei Unterarten des Pfeifreihers:
- Südlicher Pfeifreiher (S. s. sibilatrix (Temminck, 1824))[2] in Bolivien, Paraguay, Uruguay, Nord-Argentinien und Süd-Brasilien
- Nördlicher Pfeifreiher (S. s. fostersmithi Friedmann, 1949)[3] in Kolumbien und Venezuela

## Vorkommen
Sein Lebensraum sind Sümpfe und Feuchtwiesen. Dabei ist er weit weniger an offene Wasserflächen gebunden als andere Reiher. Außerdem gilt er als Kulturfolger und findet sich auch oftmals in Kulturland. Da er in Bäumen brütet, findet man ihn meist in Regionen, in denen offene und bewaldete Flächen abwechseln.

## Verhalten
Der Pfeifreiher ernährt sich von kleinen Fischen, Krebstieren und Insekten. Um diese zu fangen, lauert er fast bewegungslos, um dann schnell mit dem Schnabel zuzustoßen. Anders als die meisten anderen Reiher nisten Pfeifreiher nicht in Kolonien, sondern einzeln. Sie errichten ihre Nester aus Zweigen und anderen Pflanzenteilen in Araukarien oder anderen hohen Bäumen. Dort legt das Weibchen drei bis vier hellblaue gesprenkelte Eier, die von beiden Altvögeln abwechselnd etwa 28 Tage lang bebrütet werden. Auch die Aufzucht der Jungen teilen sich beide Elternteile, bis diese nach etwa 42 Tagen das Nest verlassen.

## Etymologie und Forschungsgeschichte

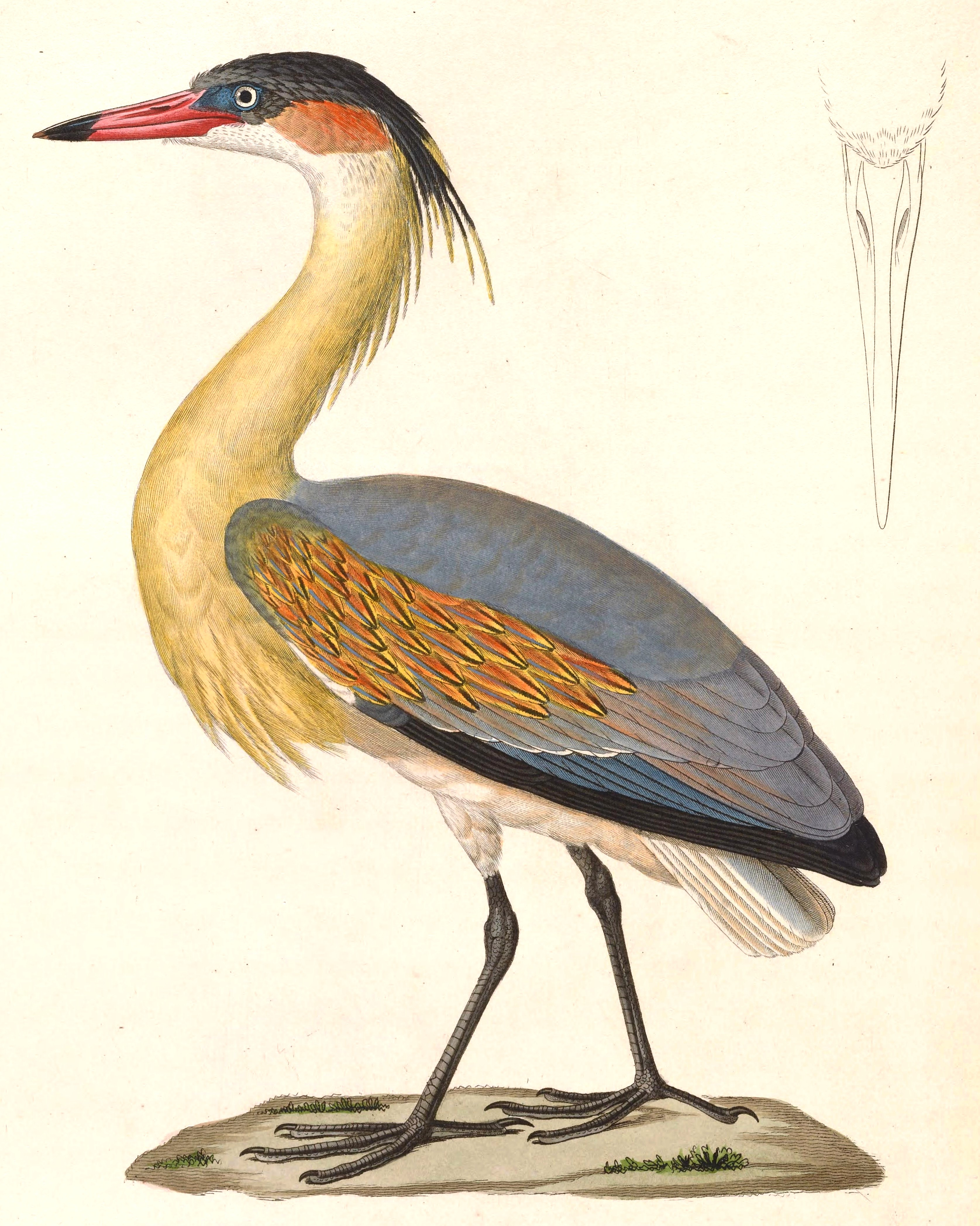
Tafel des Pfeifreihers als Teil der Originalbeschreibung

Die Erstbeschreibung des Pfeifreihers erfolgte 1824 durch Coenraad Jacob Temminck unter dem wissenschaftlichen Namen Ardea sibilatrix. Als Verbreitungsgebiet gab er Brasilien und Paraguay an. 1878 führte Robert Ridgway die neue Gattung Syrigma ein. Diese Name hat seinen Ursprung in συριγμα, συριζω, συριγξ , συριγγος syrigma, syrizō, syrinx, syringos, deutsch ‚pfeifend, pfeifen, Hirtenpfeife‘. Der Artname leitet sich von lateinisch sibilatrix, sibilatricis, sibilator, sibilatoris, sibilare, sibilus ‚weiblicher Pfeifer, Pfeifer, pfeifen, pfeifend‘ ab. Fostersmithi ist Foster Dewey Smith, Jr. (1920–2012) gewidmet. Alfred Laubmann hatte für sein Werk Die Vögel von Paraguay drei Bälge, gesammelt von Eugen Josef Robert Schuhmacher (1906–1973) im Gran Chaco, zur Verfügung. Zwei weitere Bälge stammten aus Bernalcue und Concepción aus einer früheren Expedition. In der Literatur fand er viele Nachweise für das Land, so z. B. am Río Pilcomayo durch Hans Hermann Carl Ludwig von Berlepsch und John Graham Kerr, in Waikthlatingmayalwa im Gran Chaco in Concepción durch Kerr, an der Estancia Ytanu durch John James Dalgleish, in Tebicuary durch Claude Henry Baxter Grant, im Departamento Alto Paraná durch Arnaldo de Winkelried Bertoni, in Paraguarí, Villarrica und in San José de los Arroyos im Departamento Caaguazú durch Tommaso Salvadori und Puerto Pinasco und Laguna Wall im Departamento Presidente Hayes durch Alexander Wetmore. Zusätzlich erwähnte Laubmann Garza de la flauta del sol von Félix de Azara als Nachweis für die Art.